# Triel-sur-Seine
Triel-sur-Seine är en kommun i departementet Yvelines i regionen Île-de-France i norra Frankrike. Kommunen ligger i kantonen Triel-sur-Seine som tillhör arrondissementet Saint-Germain-en-Laye. År 2022 hade Triel-sur-Seine 12 386 invånare.

## Befolkningsutveckling
Antalet invånare i kommunen Triel-sur-Seine
| Referens: INSEE |